# Corvallis (Oregon)
Corvallis é uma cidade localizada no estado norte-americano de Oregon, no Condado de Benton. Em Corvallis localiza-se o campus principal da Oregon State University e um enorme centro de pesquisa e desenvolvimento da empresa de tecnologia Hewlett-Packard.

## Demografia
Segundo o censo norte-americano de 2000, a sua população era de 49.322 habitantes.
Em 2006, foi estimada uma população de 49.807, um aumento de 485 (1.0%).

## Geografia
De acordo com o United States Census Bureau tem uma área de
35,6 km², dos quais 35,2 km² cobertos por terra e 0,4 km² cobertos por água. Corvallis localiza-se a aproximadamente 71 m acima do nível do mar.

## Localidades na vizinhança
O diagrama seguinte representa as localidades num raio de 20 km ao redor de Corvallis.

## Cidades-irmãs
Corvallis possui duas cidades-irmãs:
- Gondar, Etiópia
- Uzhhorod, Ucrânia

## Personalidades
- Carl Wieman (1951), Prémio Nobel de Física de 2001